# Kałmykiwka (hromada Miłowe)
Kałmykiwka (ukr. Калмиківка) – wieś na Ukrainie, w obwodzie ługańskim, w rejonie starobielskim, w hromadzie Miłowe. W 2001 liczyła 596 mieszkańców, wśród których 566 wskazało jako ojczysty język ukraiński, 28 rosyjski, 1 mołdawski, a 1 inny.